# Saison 2 de Motive
Chronologie
Saison 1 Saison 3
Cet article présente les épisodes de la seconde saison de la série télévisée canadienne Motive.

## Synopsis
Angie Flynn est une mère célibataire qui fait partie de la brigade criminelle de la police de Vancouver. La particularité de cette série réside dans le fait que l'on connaisse dès le début les assassins et les victimes. Donc même si les enquêtes sont traditionnelles, c'est le mobile du crime que l'on découvre au fur et à mesure de l'épisode, notamment à travers des flashbacks qui nous éclairent sur la vie et les motivations des protagonistes.

## Distribution

### Acteurs principaux
- Kristin Lehman (VF : Dominique Vallée) : détective Angela « Angie » Flynn
- Louis Ferreira (VF : Marc Saez) : détective Oscar Vega
- Brendan Penny (VF : Thomas Roditi) : détective Brian Lucas
- Lauren Holly (VF : Élisabeth Wiener) : Dr Betty Rogers
- Warren Christie (VF : Daniel Lobé) : sergent Mark Cross

### Acteurs récurrents
- Cameron Bright (VF : Stanislas Forlani) : Manny Flynn, fils d'Angie
- Roger Cross (VF : Daniel Lobé) : sergent Boyd Bloom
- Valerie Tian (de) : Wendy Sung
- Laura Mennell : Samantha Turner

## Liste des épisodes

### Épisode 1:Mauvais karma
- Canada : 6 mars 2014 sur CTV
- France : 5 août 2019 sur France 2

- Canada : 1,24 million de téléspectateurs[1]
- France : 2,58 millions de téléspectateurs[2] (première diffusion)

- David Alpay (Ian Weaver)
- Shawn Roberts (Kevin Carpenter)
- Amanda Crew (Robin Keaton)
- Tom McBeath (Dave Chissolm)
- Jesse Filkow (Ben Chissolm)
- Erica Carroll (Shelley Carpenter)
- Byron Noble (homeowner)
- Valerie Tian (Wendy Sung)

- La victime est Kevin Carpenter (Shawn Roberts), un voyageur qui venait de rentrer chez lui.
- Le tueur est Ian Weaver (David Alpay), un photographe pour un magazine.

### Épisode 2:Légitime défense
- Canada : 13 mars 2014 sur CTV
- France : 5 août 2019 sur France 2

- Canada : 1,45 million de téléspectateurs[3]
- France : 2,24 millions de téléspectateurs[2] (première diffusion)

- Valerie Tian (Wendy Sung)
- Jennifer Beals (Sophia Balfour)
- Martin Donovan (Miles Balfour)
- Sebastian Gacki (Dustin McEvers)
- Melanie Papalia (Chris Renway)
- Tom Stevens (Ryan Balfour)
- Robert Roldan (Cam)
- Rebecca Rifai (workout woman)
- Laine Macneil (Marlisse Grauer)
- J. Douglas Stewart (lawyer)

- La victime est Dustin McEvers (Sebastian Gacki), un dealer.
- Le tueur est Sophia Balfour (Jennifer Beals), une professeure de danse.

### Épisode 3:Carte maîtresse
- Canada : 20 mars 2014 sur CTV
- France : 12 août 2019 sur France 2

- Canada : 1,39 million de téléspectateurs[4]
- France : 2,55 millions de téléspectateurs[5] (première diffusion)

- Valerie Tian (Wendy Sung)
- Niall Matter (Damian Cutter / Calvin Higgs)
- Chelsea Hobbs (Alicia Barclay)
- Carlos Bernard (Kurt Taylor)
- Julie McNiven (Meredith Taylor)
- David Ingram (Peter Barclay)
- Andrew Wheeler (Edward)
- Charlie Kerr (Matt)
- Donna Yamamoto (Peter and Kurt's lawyer)
- Guy Fauchon (caterer boss)
- Dominic Downer (Andy)
- Tara Wilson (Jill)

- La victime est Alicia Barclay (Chelsea Hobbs), l'épouse d'un riche homme d'affaires.
- Le tueur est Damian Cutter (Niall Matter), un soldat.

### Épisode 4:Préjugés
- Canada : 27 mars 2014 sur CTV
- France : 12 août 2019 sur France 2

- Canada : 1,46 million de téléspectateurs[6]
- France : 2,25 millions de téléspectateurs[5] (première diffusion)

- Valerie Tian (Wendy Sung)
- Laura Mennell (Samantha Turner)
- Erica Cerra (Diane Torrance/Robinson)
- Toby Levins (John Robinson)
- Megan Charpentier (Jackie Robinson)
- Corbin Bernsen (Dr Stanley « Stan » Matthews)
- Wanda Cannon (Margaret Matthews)
- Charlie Carrick (Steve)
- Cole Vigue (Daniel « Danny » Hitchens)
- Jean Maclean-Angus (Susan)
- Chris Webb (Alan)
- Gabriela Zimmerman (cashier)
- Chris Eastman (mail carrier)
- Rick Faraci (prisoner)

- La victime est Stanley Matthews (Corbin Bernsen), un médecin légiste.
- Le tueur est Diane Torrance (Erica Cerra), une ouvrière du bâtiment.

### Épisode 5:Sans issue
- Canada : 3 avril 2014 sur CTV
- France : 19 août 2019 sur France 2

- Canada : 1,28 million de téléspectateurs[7]
- France : 2,31 millions de téléspectateurs[8] (première diffusion)

- Valerie Tian (Wendy Sung)
- Laura Mennell (Samantha)
- Alexia Fast (Janine Boxton)
- AJ Michalka (Emily Williams)
- Mike Dopud (Michael Boxton)
- Keenan Tracey (Aiden Boxton)
- Jennifer Copping (Sara Boxton)
- Fulvio Cecere (David Williams)
- Paul Batten (doctor)
- Kyla Kane (Fiona)
- Chloe Babcook (Jessica)
- Brad Dryborough (Brad Byers)
- Michael Bean (lawyer)
- Chad Willett (en) (Warren Bould)
- Kristine Cofsky (Miss Greyson)

- La victime est Emily Williams (AJ Michalka), une étudiante de 18 ans.
- Le tueur est Janine Boxton (Alexia Fast), une lycéenne de 16 ans.

### Épisode 6:Faux amis
- Canada : 10 avril 2014 sur CTV
- France : 19 août 2019 sur France 2

- Canada : 1,22 million de téléspectateurs[9]
- France : 2,24 millions de téléspectateurs[8] (première diffusion)

- Valeria Tian (Wendy Sung)
- Brooke Nevin (Heather Williamson)
- Jason Dohring (Gordon White)
- Juliana Wimbles (Kim White)
- Corey Sevier (Jake Daly)
- Brent McLaren (Trey Bauer)
- Mercedes De La Zerda (Sheri Gerber)
- Ian Rozylo (wanna-be)
- Richard Keats (Greg Daly)
- Alex Diakun (Alex)

- La victime est Jake Daly (Corey Sevier), un barman.
- Le tueur est Heather Williamson (Brooke Nevin), une employée de bureau.

### Épisode 7:Le Grand Saut
- Canada : 17 avril 2014 sur CTV
- France : 19 août 2019 sur France 2

- Canada : 1,31 million de téléspectateurs[10]
- France : 2,20 millions de téléspectateurs

- Valerie Tian (Wendy Sung)
- Callum Keith Rennie (Stuart Fletcher / John Turner)
- Adam Greydon Reid (Graham Jenkins)
- Zahf Paroo (Randy)
- Sarah Strange (Jennifer)
- Carmen Lavigne (Ally)
- Sarah Smyth (Ingrid Jenkins)
- Jordan Becker (Lee)
- Sharon Taylor (Sandra Vaughn)
- Darren Mann (Max Vaughn)
- Christina Gooding (Maureen Serjic)
- Tommy Rieder (Finn Serjic)
- Vincent Cole (Eric)

- La victime est Graham Jenkins (Adam Greydon Reid), un homme atteint d'un cancer.
- Le tueur est Stuart Fletcher (Callum Keith Rennie), un ambulancier.

### Épisode 8:Héritage
- Canada : 24 avril 2014 sur CTV
- France : 20 juillet 2020 sur France 2

- Canada : 1,26 million de téléspectateurs[11]
- France : 2,59 millions de téléspectateurs

- Valerie Tian (Wendy Sung)
- Laura Mennell (Samantha Turner)
- Paul Campbell (Peter Ward)
- Rachel Hayward (Olivia Dent)
- Alexander Calvert (James Dent)
- James Kirk (Ken Shand)
- Laci Mailey (Carly Morgan)
- Aliza Vellani (Dr Gita Ambreen)
- Benita Ha (Nurse Evelyn)
- Shaughnessy Redden (manager)

- La victime est James Dent (Alexander Calvert), le propriétaire d'un studio d'enregistrement.
- Le tueur est Peter Ward (Paul Campbell), un infirmier à domicile.

### Épisode 9:Mère et fils
- Canada : 1er mai 2014 sur CTV
- France : 20 juillet 2020 sur France 2

- Canada : 1,19 million de téléspectateurs[12]
- France : 2,19 millions de téléspectateurs

- Valerie Tian (Wendy Sung)
- Laura Mennell (Samantha Turner)
- Roger Cross (Boyd Bloom)
- Zoé De Grand Maison (Sasha King)
- Jennifer Irwin (Barbara Birk)
- Max Lloyd-Jones (Jason Birk)
- Jessica Harmon (Maya Bureen)
- Bryce Hodgson (Dean)
- Kwesi Ameyaw (Officer Dansing)
- David Coles (Ross Simpson)
- Stephen Huszar (Brett Huntley)
- Dakota Guppy (Dakota Bureen)
- Rami Kahlon (Melissa)
- Lowela Jotie (Tammy)
- Jilena Cori (nurse)

- La victime est Barbara Birk (Jennifer Irwin), la patronne d'un diner.
- Le tueur est Sasha King (Zoé De Grand Maison), une bénévole dans un centre pour femmes battues.

### Épisode 10:Esperanza
- Canada : 8 mai 2014 sur CTV
- France : 20 juillet 2020 sur France 2

- Canada : 1,13 million de téléspectateurs[13]

- Valerie Tian (Wendy Sung)
- Laura Mennell (Samantha Turner)
- Hugo Ateo (John Rivera / Domingo Flores)
- Lina Roessler (Jennifer Rivera)
- Barbara Kottmeier (Isabel Flores)
- Ona Grauer (Victoria « Vikki » Hill)
- Aislyn Watson (Becky Hill)
- Emilio Merritt (Hector Cabrillo)
- Alex Zahara (Father Perry)
- Michael Kopsa (Robert)
- Alison Araya (Marta)
- Christian Bower (locksmith)
- Nathan Witte (valet)
- Tristan Shire (concierge)

- La victime est John Rivera (Hugo Ateo), le propriétaire d'un centre équestre.
- Le tueur est Isabel Flores (Barbara Kottmeier), une nourrice d'origine salvadorienne.

### Épisode 11:Une balle pour Joey
- Canada : 15 mai 2014 sur CTV
- France : 27 juillet 2020 sur France 2

- Canada : 1,35 million de téléspectateurs[14]
- France : 2,48 millions de téléspectateurs

- Valerie Tian (Wendy Sung)
- Laura Mennell (Samantha Turner)
- Reece Thompson (Bryce Kovach)
- Jason Burkart (Donnie Kovach)
- William Vaughan (Brent Kovach)
- Matty Finochio (Joey Duncamp)
- Ali Liebert (Erin Kovach)
- Teagan Vincze (Sloane Enderby)
- Brenda Crichlow (Madelaine Storey)
- Mark Acheson (Duncan Hawley)

- La victime est Joey Duncamp (Matty Finochio), un agent immobilier.
- Le tueur est Bryce Kovach (Reece Thompson), un garagiste.

### Épisode 12:Le Baiser de la mort
- Canada : 22 mai 2014 sur CTV
- France : 27 juillet 2020 sur France 2

- Canada : 1,205 million de téléspectateurs[15]
- France : 2,07 millions de téléspectateurs

- Valeria Tian (Wendy Sung)
- Laura Mennell (Samantha Turner)
- Ben Cotton (Dustin Hess)
- Jesse Moss (Doug Butcher)
- Enuka Okuma (Lori Oliver)
- Lochlyn Munro (Gary Oliver)
- Robert Moloney (Craig Davis)
- Andrea Brooks (Parker Wexler)
- Cameron Bright (Manny Flynn)
- Bruce Harwood (Mitch Pudbury)
- Fanta Sesay (frightened woman)

- La victime est Lori Oliver (Enuka Okuma), une écrivaine à succès.
- Le tueur est Dustin Hess (Ben Cotton), un professeur de littérature à l'université.

### Épisode 13:Protéger et servir
- Canada : 29 mai 2014 sur CTV
- France : 27 juillet 2020 sur France 2

- Canada : 1,17 million de téléspectateurs[16]
- France : 1,56 million de téléspectateurs

- Valerie Tian (Wendy Sung)
- Laura Mennell (Samantha Turner)
- Kenny Johnson (Doug Slater)
- Roger Cross (Boyd Bloom)
- Leo Primerano (Alfonso Dyer)
- Aliyah O'Brien (Grace Dinard)
- Katherine Ramdeen (Julie Dyer)
- Yasmeene Lily-Elle Ball (young Julie Dyer)
- Zak Santiago (Virgil Maddox)
- Danielle Kremeniuk (Maria Dyer)
- Justin Turnbull (barista (Zack))
- Adrian Neblett (male bar patron)

- La victime est Samantha Turner (Laura Mennell), la substitut du procureur.
- Le tueur est Doug Slater (Kenny Johnson), un inspecteur de police.